# Опукский природный заповедник
Государственное бюджетное учреждение природный заповедник «Опу́кский» (крымскотат. Opuk tabiat qoruğı, Опук табиат къоругъы) — природный заповедник в Крыму, расположен на юге Керченского полуострова. Площадь 1592,3 га.

## Характеристика заповедника

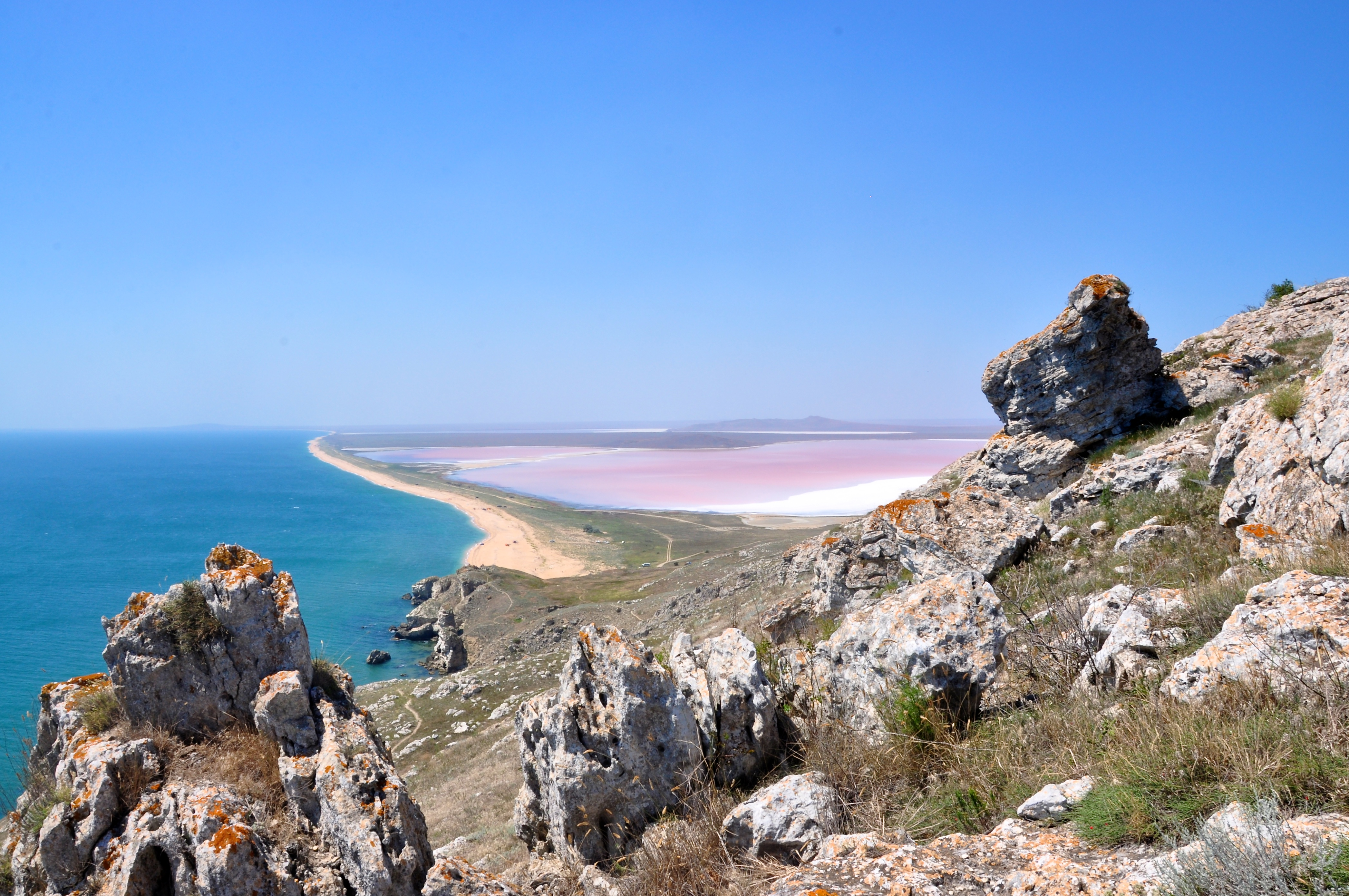
Опукский природный заповедник. Вид на озеро Кояш с западного гребня горы Опук.

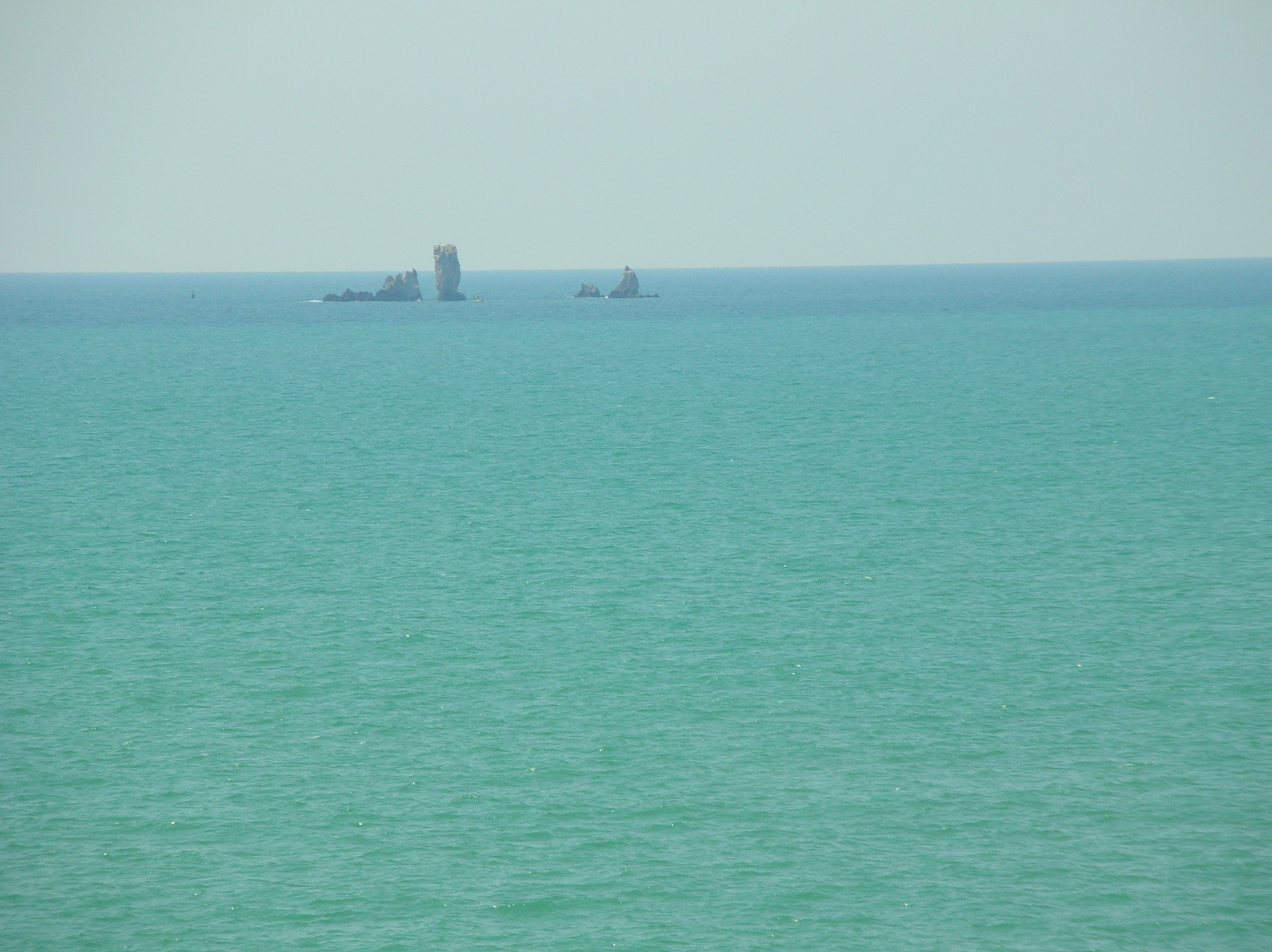
Скалы-Корабли

Заповедник создан в мае 1998 года в восточной части Крыма для сохранения и воспроизведения степных природных комплексов равнинного Крыма и аквакомплексов Чёрного моря на базе одноимённого памятника природы местного значения (с 1947 г.), заповедного урочища (с 1980 г.), а также прибрежно-аквального комплекса Чёрного моря (60 га), включая острова Скалы-корабли (Элькен-Кая) — 2 га, завещанные с 1972 года. Это самый большой заповедник Керченского полуострова. Его площадь составляет 1592,3 гектара, из них 62 га — акватория Чёрного моря с островами Скалы-корабли (2 га), возвышающиеся в море в 4 км от берега.
В состав заповедника входят участки суши в районе мыса Опук, гора Опук (185 м над уровнем моря), лагунные озеро Кояшское глубиной 0,6 м и прилегающая акватория Чёрного моря, которые в совокупности имеют большое природоохранное значение. Гора Опук представляет собой останцовый холм, ограниченный крутыми уступами и разрезанный глубокими (до 20 м) и широкими тектоническими трещинами на отдельные блоки, образуют одну из наиболее выдающихся местностей Керченского гребнесопочного степного ландшафта. Грязевой (химический) состав Кояшское озера аналогичный Сакскому месторождению.
На территории заповедника сохранились руины древнего греческого города Киммерик (VI век до н. э. — IV век н. э.), цитадель, десятки древних колодцев и другие.
Здешнюю флору составляют 766 видов: 473 вида составляют высшие сосудистые растения, 49 — мохообразные, 113 — лишайники, 214 — водоросли. 14 видов высших растений включены в Красную книгу РФ и 39 видов — в Красную Книгу Республики Крым. Среди них мачок жёлтый, пион тонколистный, синеголовник приморской, ятрышник раскрашенный, бельвалия сарматская, критмум морской, ковыль красивейший, тюльпаны Биберштейна и Шренка и другие.
Фауна заповедника и его окрестностей имеет степной характер, насчитывает 1443 вида, большая часть которых представлены беспозвоночными животными. Среди позвоночных — 35 видов млекопитающих, 237 — птиц, 9 — пресмыкающихся и 64 — рыб. Раритетная фауна насчитывает 135 видов, среди которых 45 видов занесены в Красную книгу РФ, 17 — в Европейский Красный список, 70 — находятся в Бернской конвенции.

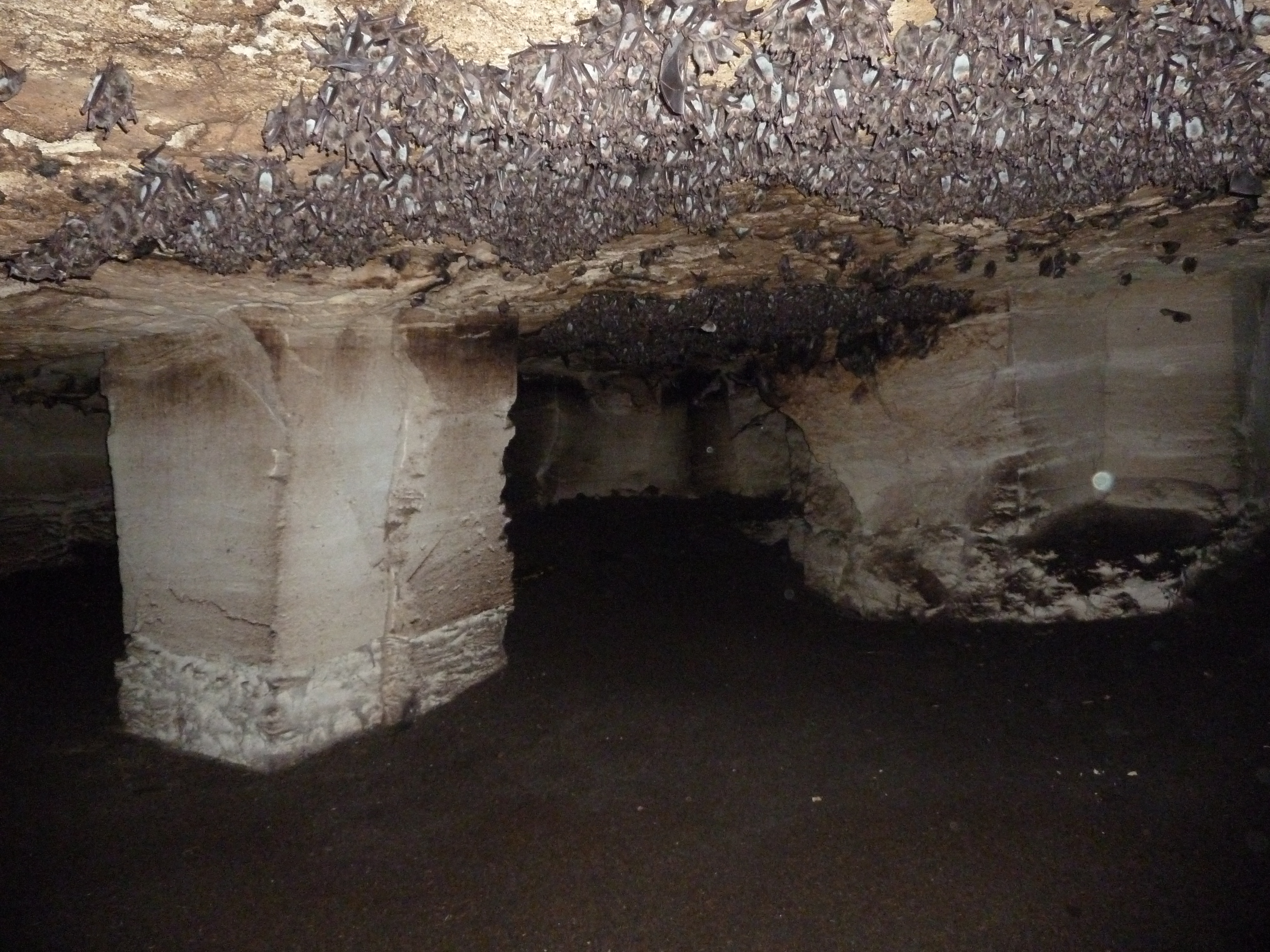
Колония летучих мышей в Опукских каменоломнях

В Опукских каменоломнях обитает большая колония летучих мышей, относящихся к разным видам, в частности: большой подковонос, остроухая и усатая ночницы. Все они занесены в Красную книгу Украины, а сами каменоломни включены в Международный список ключевых подземных местонахождений рукокрылых Европы. Для защиты животных от тревожащих факторов в период размножения администрация Опукского заповедника запрещает вход в катакомбы с 1 апреля по 1 октября, о чём имеется информационная табличка. На полу галерей колония образовала мощные залежи гуано.
Территория Опук входит в перечень IBA территорий, важных для сохранения популяций птиц в пределах Европы.
«Аквально-прибрежный комплекс мыса Опук», площадью 775 га, внесён в перечень водно-болотных угодий международного значения (Рамсарская конвенция) в 2004 году.
Посещение заповедника возможно только с научной и эколого-образовательной целями в сопровождении ответственных работников заповедника. Для этого на территории заповедника разработаны три сухопутные экологические тропы: «Урочище Опук» (маршрут № 1), «Между морем и озером» (маршрут № 2), «Прибрежная» (маршрут № 3) и морская «Элькен-Кая» (маршрут № 4).